# Xinidium dewitzi
Xinidium dewitzi är en skalbaggsart som beskrevs av Edgar von Harold 1878. Xinidium dewitzi ingår i släktet Xinidium och familjen bladhorningar. Inga underarter finns listade i Catalogue of Life.